# 아라이 케이이치
아라이 케이이치(일본어: あらゐけいいち 아라이 게이이치[*], 1977년 12월 29일 ~ )는 일본의 만화가, 일러스트레이터이다.

## 개요
군마 현 출신 제22회 카토카와 신인 만화 대회에서 장려상을 수상하였으며. 대회에 나가 만화를 연재하기 전에는 식자 작업을 하고있었다. 이후 코믹 플래퍼에서 카제마치를 단기 연재. 월간 소년 에이스에서 일상 단편을 연재하기 시작하였다.

## 학력
- 마에바 시립초등학교 졸업
- 마에바 시립 아라 중학교 졸업
- 군마 현립 이세 상업 고등학교 졸업

## 작품
- 일상
- 헬베티카 스탠다드
- 둘이서 축구
- 카제마찌
- 천국
- city